# Axiodes intricata
Axiodes intricata là một loài bướm đêm trong họ Geometridae.